# Ares I-X
Ares I-X war die Bezeichnung für den ersten Testflug einer Ares-Rakete im Rahmen des aufgegebenen Constellation-Programms der NASA. Hauptziel des Fluges war die Validierung der Steuerungssoftware für Ares I sowie die Überprüfung von wichtigen Flugeigenschaften der Rakete, vor allem der ersten Stufe. Zudem konnten die Vorgänge während Montage, Startvorbereitungen, Bergung eingeübt und getestet werden. Der Start erfolgte am 28. Oktober 2009.

## Aufbau der Rakete
Ares I-X war eine zweistufige Rakete mit einer Höhe von 99,67 m und einer Startmasse von 816 t.
Die erste Stufe bestand aus einem vom Space Shuttle abgeleiteten Feststoff-Booster mit vier aktiven Segmenten und einem inaktiven Segment und wurde von Alliant Techsystems (ATK) bereitgestellt. Das inaktive Segment beinhaltete den Flugcomputer der ersten Stufe, welcher von Jacobs Engineering und Lockheed Martin entwickelt wurde und die Regelung der mit Hydrazin betriebenen Hilfsenergieerzeugungsanlage (APU) für die Schubvektorsteuerung. Kleine zusätzliche Feststoffmotoren steuerten den Trennvorgang von der zweiten Stufe. Das an der Außenseite in Schwarz auflackierte große Z diente zur visuellen Kontrolle der Roll- und Taumelbewegung der Rakete.
In der endgültigen Version der Ares-I-Rakete hätten fünf aktive Elemente (im Gegensatz zu vier beim Space Shuttle) für den nötigen Startschub gesorgt.
Die zweite Stufe wurde vom Glenn Research Center der NASA entwickelt und bestand aus Massesimulatoren für Oberstufe, Service- und Kommandomodul. Die Oberstufe enthielt einen weiteren Flugcomputer, welcher die Daten des Fluges auswertete und zur Bodenstation sendete, sowie das mit Distickstofftetroxid und Monomethylhydrazin betriebene Roll Control System (RoCS) von Teledyne Brown Engineering. Es bestand aus zwei kleinen Triebwerken aus dem ehemaligen Peacekeeper-Raketen-Programm, deren Düsen tangential angeordnet die Rollbewegung der Rakete beim Start und während des Flugs kontrollierten, indem sie rechtwinklig zur Längsachse feuerten. Im Inneren der Oberstufenattrappe waren zudem justierbare Stahlplatten als Ballast angebracht.
Für den Start und die Flugüberwachung waren Teams der United Space Alliance, ATK sowie der Cape Canaveral Air Force Station verantwortlich.

## Vorbereitungen

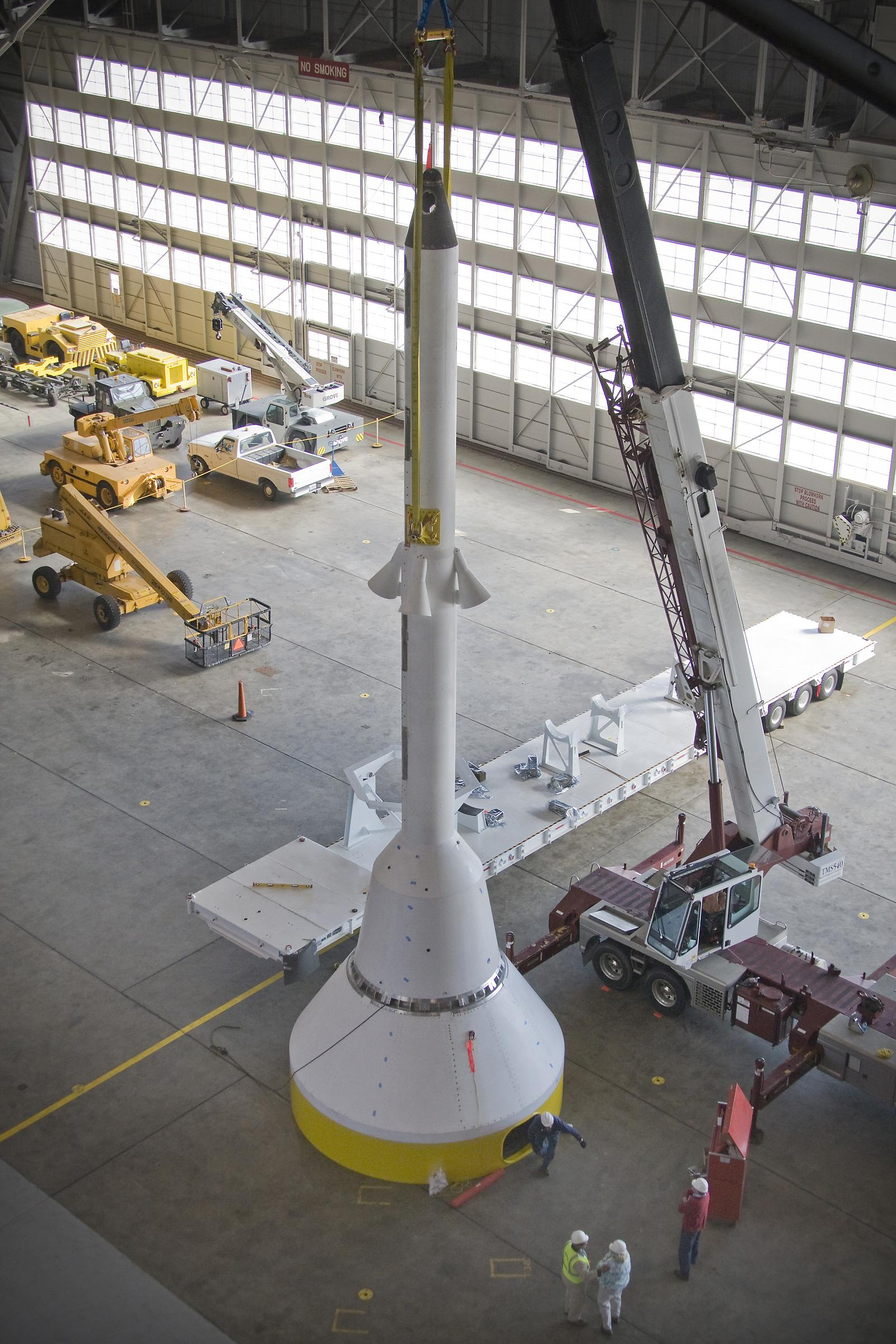
Die Simulatoren für Kommandomodul und Rettungsrakete vor der Auslieferung

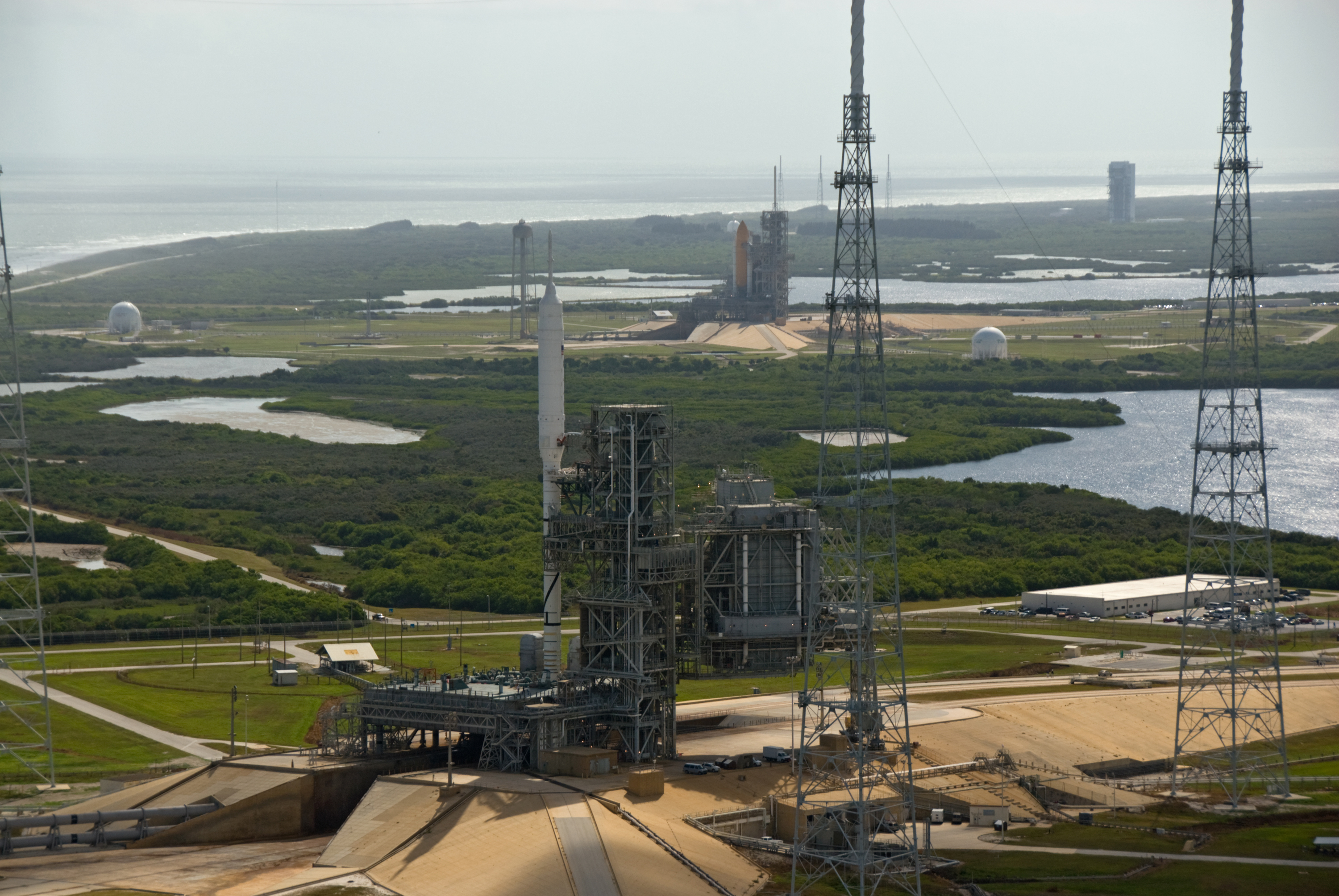
Ares I-X (vorne) am Startplatz LC-39B und Space Shuttle Atlantis am LC-39A

Die Vorbereitungen für den Flug begannen mit der vorläufigen Deaktivierung von Startanlage 39B für Shuttleoperationen zum 1. Januar 2007, sodass die Startanlage so weit wie möglich für Ares-I-Flüge modifiziert werden konnte, bevor die Plattform ein letztes Mal für einen möglichen Shuttle-Flug (STS-400) verwendet wurde. Highbay 3 des Vehicle Assembly Buildings wurde bereits modifiziert und kann Ares-I-Raketen aufbauen. Lediglich die Mobile Startplattform 1 (MLP-1) wurde zu jener Zeit noch durch das Space-Shuttle-Programm belegt.
Die erste Komponente der Rakete, ein Teil des Feststoffboosters, traf am 10. November 2008 am Kennedy Space Center ein.  Dieser wurde, genau wie die Booster des Shuttles, per Zug zum Kennedy Space Center gebracht. Über die nachfolgenden Wochen wurden weitere Komponenten angeliefert, darunter auch die Simulatoren für das Kommandomodul und das Abbruchsystem, welche Ende Januar ankamen. Die letzte Komponente traf Ende März ein. Die Teile wurden im Vehicle Assembly Building bis zu ihrer Montage eingelagert.
Die Mobile Startplattform 1 (MLP-1) wurde am 25. Februar 2009 vom Shuttleprogramm überstellt und zur Startanlage 39B gerollt, sodass die notwendigen Modifikationen vorgenommen werden können. Diese betreffen hauptsächlich die Computer, die die Systeme des Shuttles auf der Plattform überwachen. Sie wurde wenige Tage später in die Highbay 3 gerollt, sodass die Montage der Rakete beginnen konnte. Anfang Juni wurde auch die Startanlage vom Shuttleprogramm uneingeschränkt überstellt.
Am 14. August wurde die Montage der Rakete beendet und der 31. Oktober als geplanter Starttermin genannt. Der Starttermin war jedoch zunächst sehr unsicher, da an diesem Termin die Raumfähre Atlantis bereits auf der benachbarten Startrampe 39A stand, um gut zwei Wochen später zur Mission STS-129 abzuheben. Zunächst war nicht klar, ob ein mögliches Versagen der Ares-I-X-Rakete die Vorbereitungen an der Atlantis beeinträchtigen oder das Shuttle sogar beschädigen könnte. Am 22. September wurde der Starttermin, infolge des erfolgreichen Verlaufs der Vorbereitungen und Countdowntests um drei Tage auf den 27. Oktober vorverlegt. Die Rakete wurde am 20. Oktober zur Startrampe gefahren und drei Tage später während der Flugbereitschaftsabnahme für flugbereit erklärt.

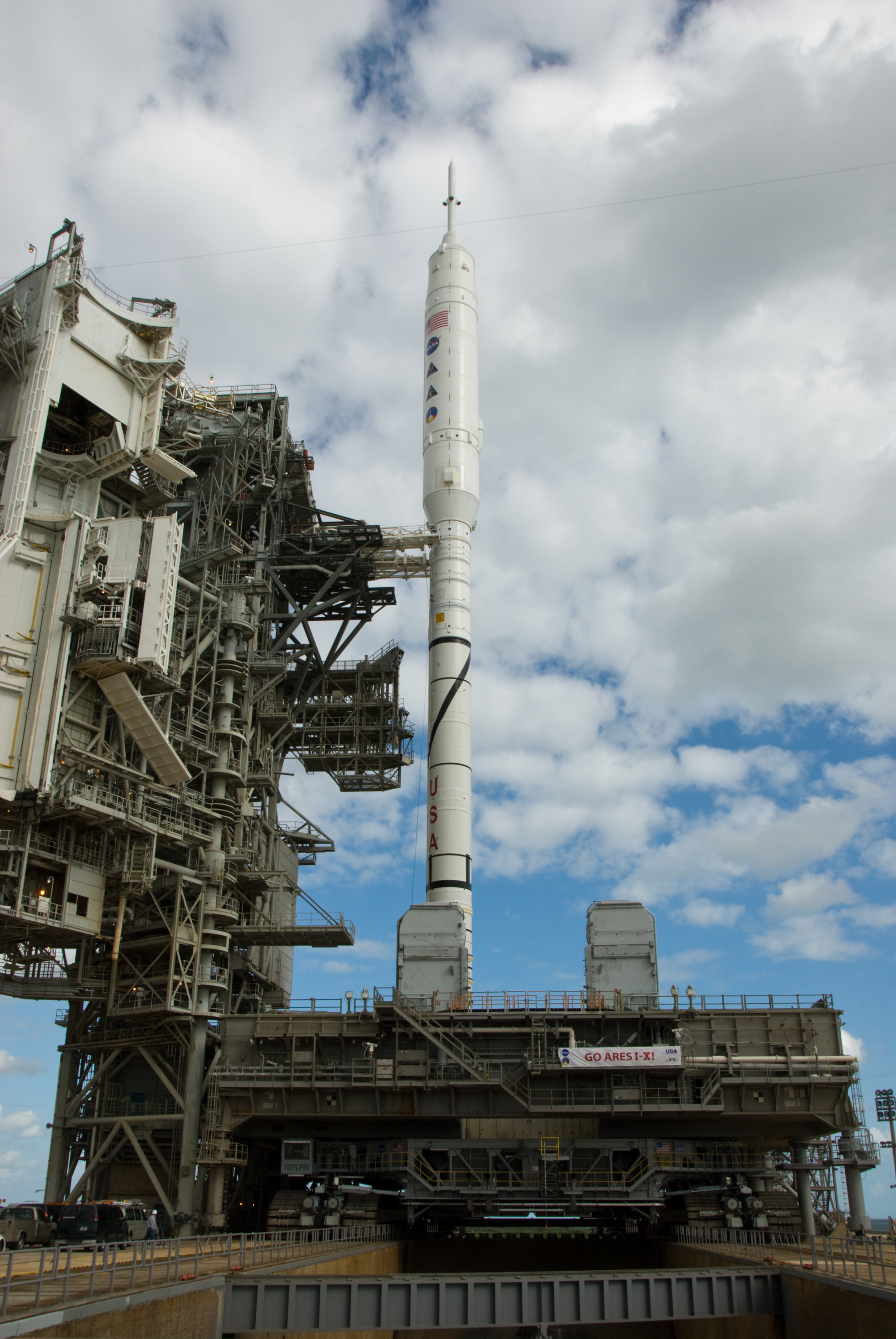
Die Ares I-X auf der ehemaligen Shuttle-Startrampe LC-39B

## Missionsverlauf

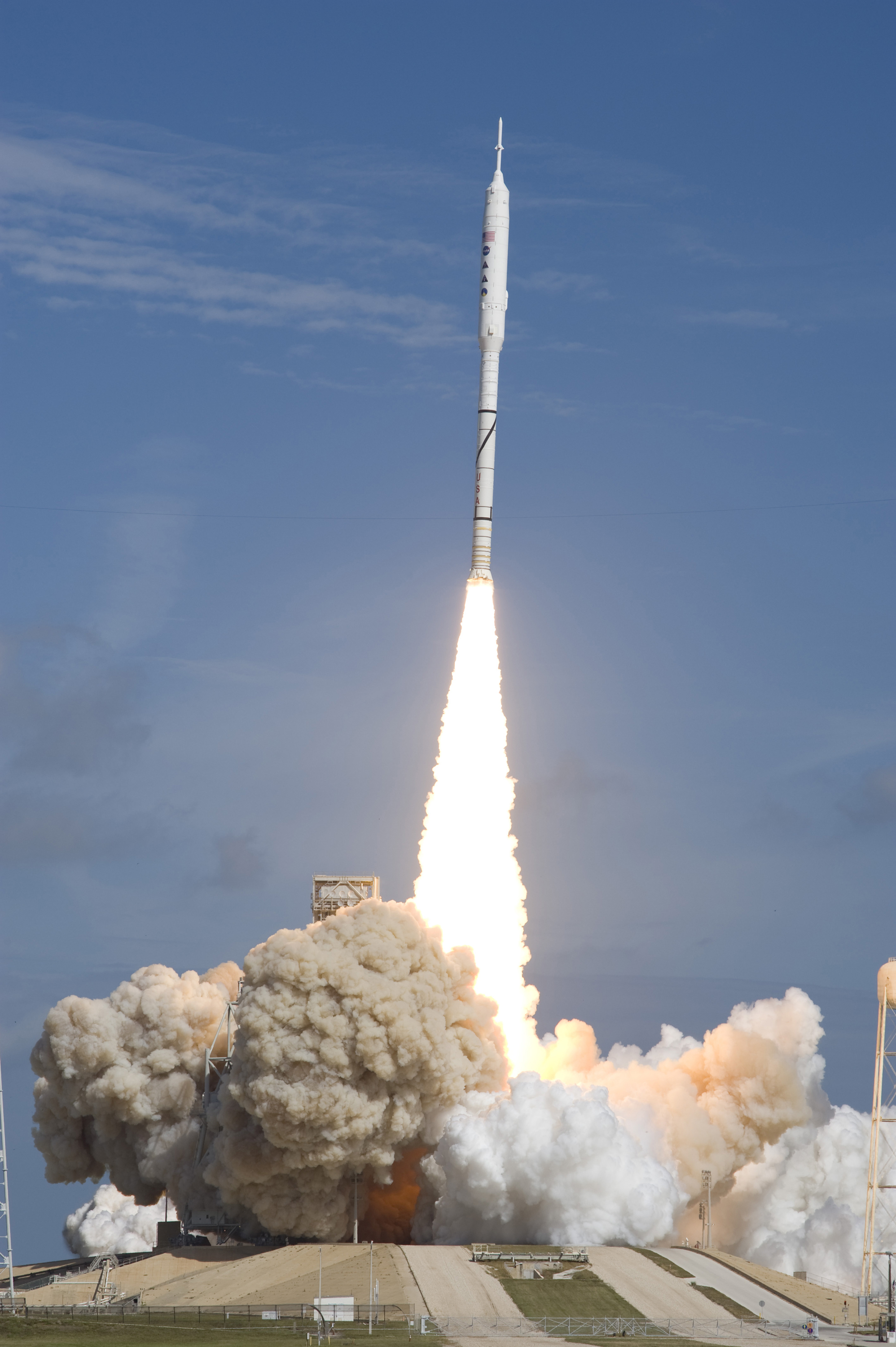
Start der Ares I-X

### Erster Startversuch
Der erste Startversuch war für den 27. Oktober 2009 geplant, wurde jedoch nicht durchgeführt. Hauptgrund hierfür war das Wetter, das während des gesamten vierstündigen Startfensters mehrmals die in den Startregeln festgeschriebenen Limits überschritt. Die meisten Probleme bereitete die Regel über die zulässige Reibungsaufladung. Beim Aufstieg der Rakete kann auf ihrer Oberfläche statische Elektrizität entstehen, welche die Kommunikation mit den Bodenstationen unterbrechen kann. Da die Ares I-X als neues Raumfahrzeug kein Zertifikat gegen diese Gefahr besaß, war dieses Kriterium so entscheidend. Zudem entstanden wegen eines Frachtschiffs in der Sicherheitszone und wegen einer Staurohrabdeckung, die sich nur schwer lösen ließ, weitere Verzögerungen. Insgesamt wurde der Start zehn Mal um unterschiedliche Intervalle verschoben. Eine der Verschiebungen wurde nur 28 Minuten und 39 Sekunden vor einem möglichen Start angeordnet, nachdem das Wetter nach Wiederbeginn des vierminütigen Endcountdowns erneut umschwang. Man entschied sich kurz nach dem Abbruch des Countdowns dazu, am nächsten Tag einen neuen Versuch zu unternehmen.

### Zweiter Startversuch und Flugverlauf
Aufgrund der instabilen Wetterlage musste der Countdown zum zweiten Startversuch am 28. Oktober 2009 mehrfach verschoben werden, bis um 15:30 UTC die Rakete erfolgreich gestartet werden konnte. Sie erreichte mit einer Maximalbeschleunigung von knapp 2,5 g und einem Schub von 11,6 MN eine Endgeschwindigkeit von Mach 4,76 (etwa 5.800 km/h). Brennschluss der ersten Stufe war nach 123 Sekunden, in etwa 40 km Höhe wurde sie abgetrennt. Unabhängig voneinander drifteten beide Stufen aufgrund der noch vorhandenen kinetischen Energie auf etwa 46 km Höhe und fielen danach zurück in Richtung Atlantik. Wenig später wurde das Fallschirmsystem der ersten Stufe ausgelöst, um sie schrittweise abzubremsen. Um den Öffnungsschock zu verringern, wurden die Hauptfallschirme zunächst teilweise geöffnet, wobei bei einem mehrere Leinen rissen. So waren nur zwei Drittel der Bremswirkung vorhanden und dadurch traten beim vollen Öffnen auch beim zweiten Schirm Schäden auf. Dadurch wurde in der Endphase nur etwa die Hälfte der vollen Bremswirkung erzielt, so dass auf Grund der höheren Geschwindigkeit beim Auftreffen auf dem Wasser ein Segment der Raketenhülle beschädigt wurde.
Die zweite Stufe stürzte wie geplant unkontrolliert in den Atlantik und wurde nicht geborgen.

## Nach dem Flug

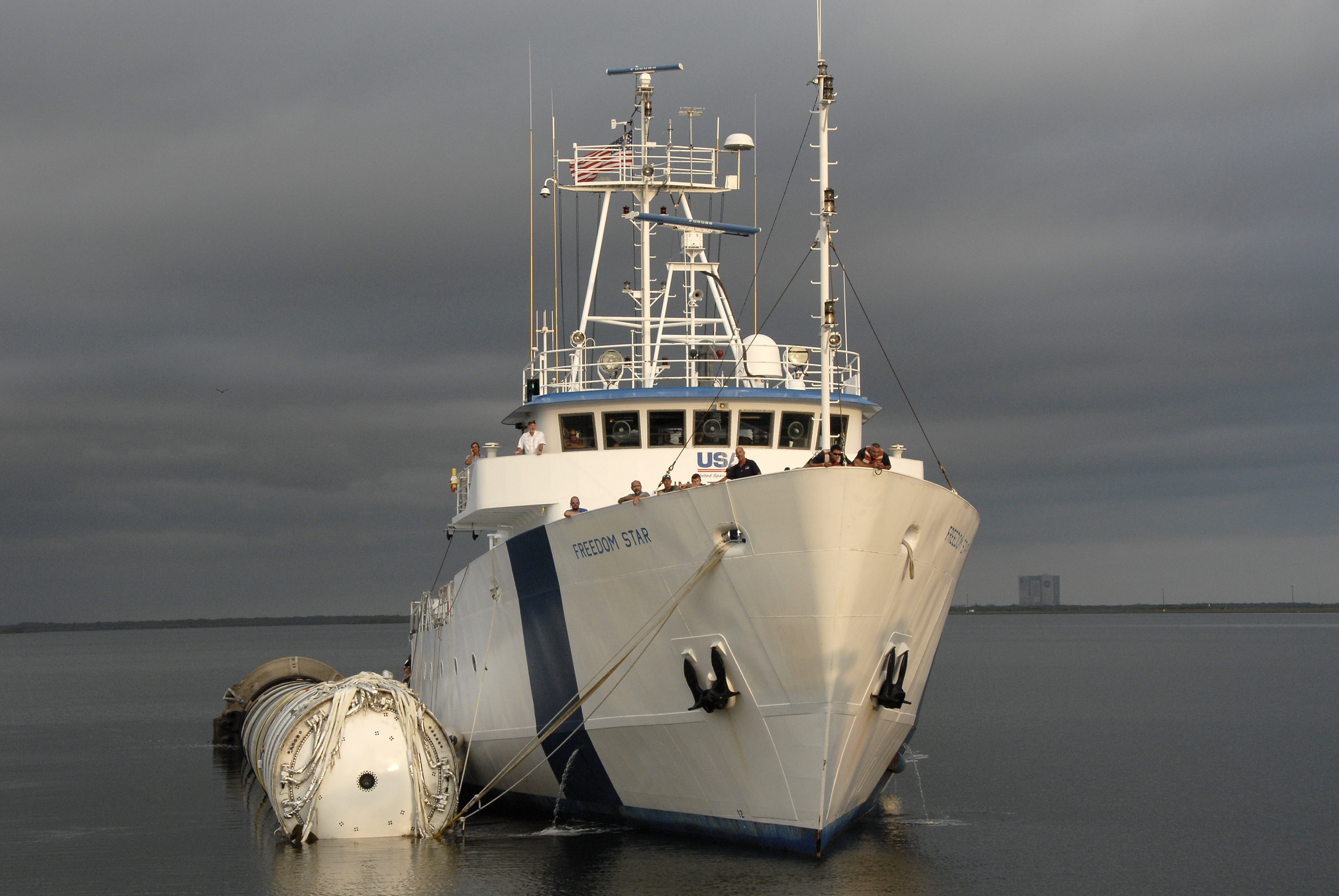
Die Freedom Star mit der ersten Stufe am Kennedy Space Center

Bereits kurz nach dem Flug stellte man fest, dass es Schäden an den Leitungen für hypergole Treibstoffe an der Startanlage gegeben hat. Ein zwei Stunden nach der Wasserung zur Startanlage entsandtes Spezialteam berichtete später von substanziellen Hitzeschäden an der gesamten Struktur. So waren beide Aufzüge funktionsunfähig, die Kommunikationsleitungen komplett zerstört und einige Außenlautsprecher bis zur Unkenntlichkeit zerschmolzen, sodass Übergangslösungen verwendet werden mussten.
Bei der Bergung der ersten Stufe erkannten die Bergungstaucher einen Knick in der Raketenummantelung, woraus man schloss, dass die Rakete mit zu hoher Geschwindigkeit in einem ungünstigen Winkel auf die Wasseroberfläche auftraf. Lediglich einer der drei 45 m messenden Fallschirme hatte sich voll geöffnet. Die Stufe traf zur weiteren Untersuchung am 30. Oktober im Schlepp des Bergungsschiffes Freedom Star wieder am Startplatz ein.

## Kritik
Der verhältnismäßig frühe Testflug Ares I-X wurde von verschiedenen Seiten stark kritisiert. Da die Rakete nur mit vier Boostersegmenten und nicht wie später im Einsatz mit fünf Elementen flog, änderte sich das Flugprofil relativ stark. Die Abtrennung der ersten Stufe erfolgte so beispielsweise bei Ares I-X in 39,6 Kilometern Höhe statt 57,1 Kilometer, wie im späteren Einsatzflug. Dadurch befürchten einige Wissenschaftler, dass die gewonnenen Daten wertlos sein werden.
Zudem entsprach die eingesetzte Software zur Triebwerkssteuerung nicht dem Original, sondern war eine modifizierte Version der auf der Atlas V eingesetzten Software. Auch die Steuertriebwerke entsprachen nicht der endgültigen Version, auf Ares I-X wurden Steuertriebwerke aus Peacekeeper-Oberstufen verwendet.
Zeitweise wurden als ein weiteres Problem zu starke Vibrationen gegen Ende der Schubphase befürchtet. Diese hätten eine Bedrohung für das Selbstzerstörungssystem der Ares I-X darstellen können, welches durch die Vibrationen möglicherweise nicht hätte funktionieren können. Deshalb befürchtete man zunächst, dass der Mission keine Starterlaubnis erteilt werden könnte.
Die NASA bekräftigte jedoch die Nützlichkeit des Fluges. Der frühe Testflug wurde unter anderem durchgeführt, um anhand der Messdaten die für das Systemdesign verwendeten Computerprogramme kalibrieren zu können. Die gewonnenen Erkenntnisse sollen rechtzeitig in die weitere Entwicklung einfließen. Auch die von Präsident Obama eingesetzte Expertenkommission um Norman Augustine  unterstützte den Testflug. Die Kommission erachtete den Flug sogar im Falle eines Stopps des Ares-Programms noch für sinnvoll.